# Bayoneta (conexión)

Imagen de la forma de las piezas correspondientes, que permiten una conexión en Bayoneta.

Secuencia de un montaje en bayoneta, antes y después del acoplamiento de las superficies.

Una conexión en bayoneta, también llamada cierre en bayoneta o montaje en bayoneta, es un tipo de mecanismo de acoplamiento y fijación rápida entre las superficies intercorrespondientes de dos piezas o dispositivos.
Una de ellas, llamada “macho” dispone de uno o varios pines o salientes que se ajustan a la superficie receptora o “hembra”, donde unas hendiduras y un resorte o muelle mantienen la fuerza de sujeción.
Para acoplar las dos superficies, es necesario alinear y encajar presionando, los salientes de la superficie macho con las hendiduras de la superficie hembra. Una vez que los pines alcanzan el recorrido o tope de las hendiduras, se giran en sentido contrario ambas superficies de manera que el saliente o pín es guiado hacia una hendidura perpendicular dispuesta para evitar su desajuste y que gracias al resorte o muelle interno, se mantiene bajo presión. Para su desacoplamiento, el usuario debe realizar el movimiento opuesto, es decir, presionar para que el resorte libere de la posición perpendicular a la superficie macho y giro en sentido opuesto.
La fuerza del cierre depende de la resistencia del material de los pines empleados, de manera que puede resultar menos efectiva que otros tipos de sistemas de fijación, aunque destaca por su rapidez y por el hecho de que no permite desenroscamientos cruzados.

## Aplicaciones
El mecanismo de cierre fue desarrollado originalmente para permitir el ajuste rápido del arma bayoneta sobre el extremo del fusil o rifle. Posteriormente, fue adaptado en fotografía para la montura de los objetivos sobre el cuerpo de la cámara fotográfica.
Diversas clases de conectores eléctricos, incluyendo aplicaciones de cableado para audio, video, y procesamiento de datos usan el estilo bayoneta, como por ejemplo, conectores BNC, C y ST.
Algunas lámparas de tipo halógenas que trabajan a 230/240 voltios utilizan el llamado cierre B en países que siguen los estándares del Reino Unido, junto con el cierre E, más común en Estados Unidos, Japón y otros países, siendo frecuente su uso para los dispositivos de iluminación en el automóvil y otro tipo de indicadores luminosos.
En las industrias que requieren de la ingeniería y mecánica de fluidos, el cierre en bayoneta es empleado en dispositivos que necesitan un nivel intermedio de estanqueidad del fluido a baja o media presión.

## Montajes de lámparas normalizados

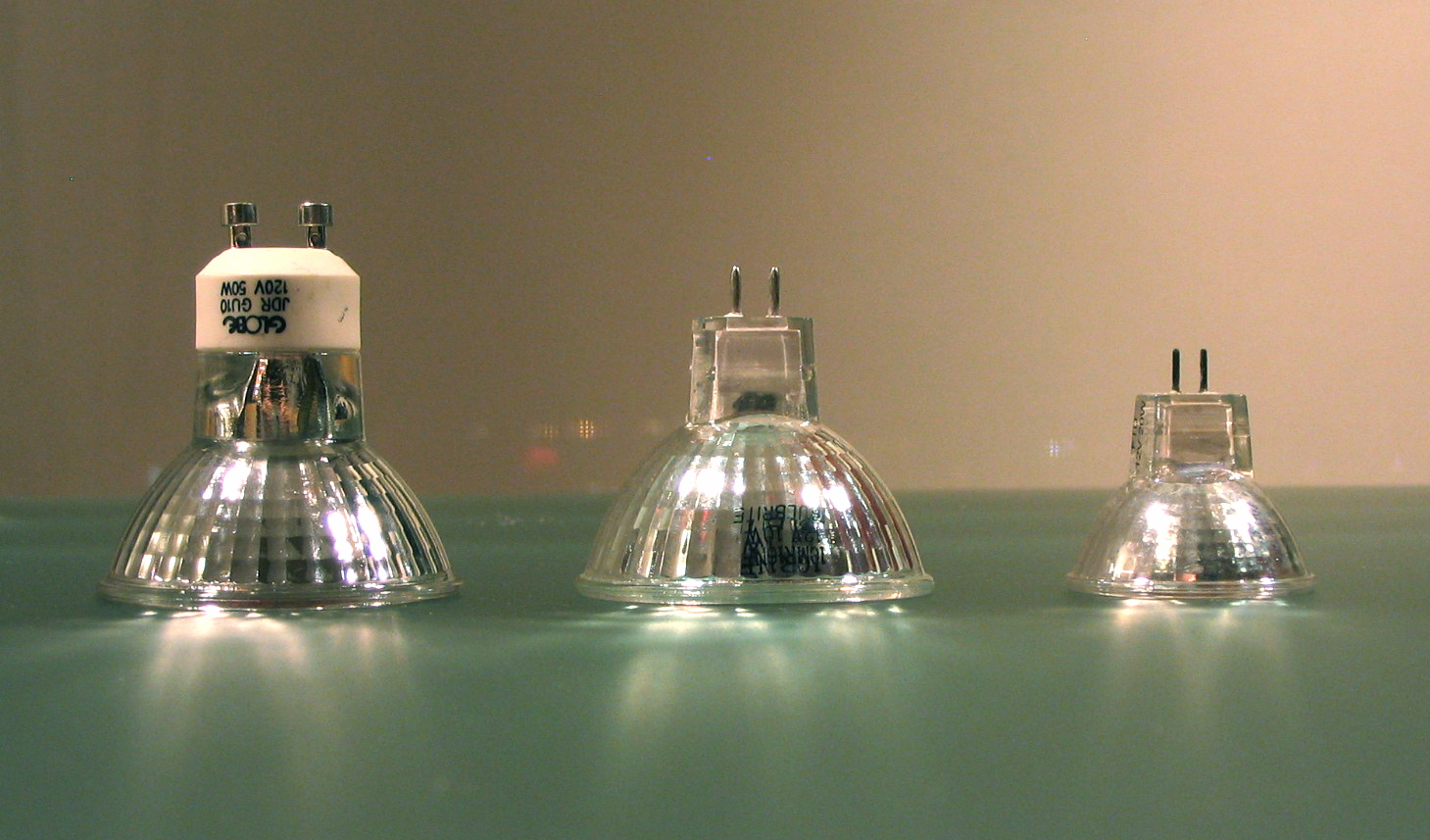
ejemplos de una bombilla halógena con cierre en bayoneta (izquierda) frente a dos bombillas con cierre de clavija (centro/derecha).

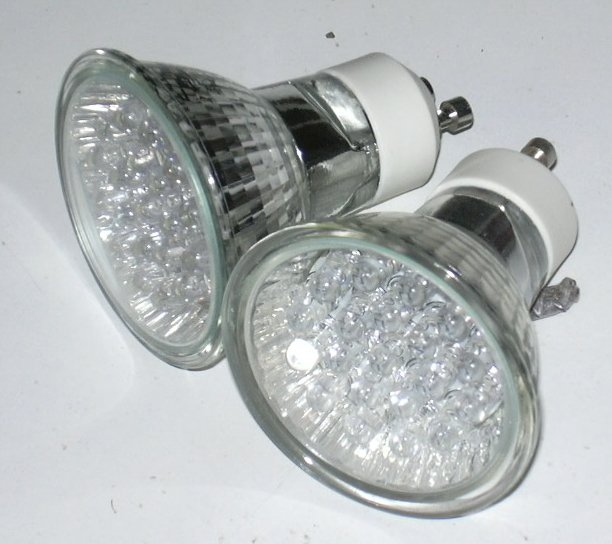
lámparas led con cierre en bayoneta.

| Tipos  | IEC                    | DIN       |
| ------ | ---------------------- | --------- |
| B15d   | IEC 60061-1 (7004-11)  | DIN 49721 |
| BA15d  | IEC 7004-11 A          | DIN 49720 |
| BA15s  | IEC 7004-11 A          | DIN 49720 |
| BA20d  | IEC 7004-12            | DIN 49730 |
| B21s-4 |                        |           |
| B22d   | IEC 60061-1 (7004-10)  |           |
| B24s-3 |                        |           |
| GU10   | IEC 60061-1 (7004-121) |           |
| GZ10   | IEC 60061-1 (7004-120) |           |

## Antecedentes
El sistema de rosca de bayoneta fue utilizado por la Civilización Maya durante el periodo Clásico Tardío de su cultura. Existen evidencias materiales como la chocolatera de Río Azul, encontrada en la tumba real #19 de esa ciudad prehispánica, que utilizaba un sistema de tapón de rosca muy sofisticado para el siglo V d. C. La vasija fue encontrada en 1984. La vasija fue encontrada en 1984.